# 免田事件
免田事件（日語：免田事件／めんだじけん），是指1948年（昭和23年）12月29日，發生於日本熊本縣人吉市的強盜殺人事件。被告人在死刑確定判決後，再審宣判為無罪的冤罪事件。免田事件為日本五大死刑冤案事件之一。
1983年7月15日，免田榮再審後判決無罪。

## 本案經過
1948年12月30日凌晨3點左右，祈禱師夫婦（76歲男性和52歲女性）與兩個女兒（14歲和12歲）在熊本縣人吉市被殺害，現金遭到竊盜。根據現場勘察，案發時間為12月29日午夜至隔日12月30日凌晨3點之間。1949年1月13日，警方逮捕了居住在熊本縣球磨郡免田町（現朝霧町）的男子免田榮，他先前於12月16日因涉嫌竊盜罪被捕，再次因涉嫌搶劫和謀殺一家四口被捕。三天多來，警察對免田榮進行酷刑、威脅，逼其招供。1949年28日，熊本地方法院八代分院以搶劫、殺人等罪名起訴免田榮， 並在一審時（1949年2月17日）承認故意殺人以外的指控、第一審第三開庭中（1949年4月14日） ，免田榮宣稱他遭到刑訊逼供，案發當天，他一直在特殊飲食店，擁有不在場證明。警方調查了不在場證明，之後哄騙不在場證人作偽證。檢察官還將處理凶器、砍刀以及案發時穿著的哈比外套、圍巾和褲子等證據丟棄，據說上面沾有血跡。免田榮聲稱，他所以成為嫌疑人，是因為他發現人吉警察局益田刑事協助賣淫。

## 另見
日本死刑冤案，其中其前四个为四大：
- 免田事件，發生於1948年的強盜殺人事件；
- 財田川事件，發生於1950年的強盜殺人事件；
- 島田事件，發生於1954年的誘拐殺人棄屍事件；
- 松山事件，發生於1955年的放火殺人事件；
- 袴田事件，發生於1966年的强盗放火殺人事件。